# コブザ
コブザ（ウクライナ語: Ко́бза）は、ウクライナの伝統的な撥弦楽器であり、リュート型または洋梨型の形状を持つ弦楽器である。東ウクライナで広く普及し、半音階の調弦が特徴である。多くの研究では、コブザは現代のバンドゥーラの原型とされ、しばしば「コブザ」と「バンドゥーラ」は同一の楽器を指すとされる。
ウクライナのコブザは、異なる構造と起源を持つコボズ（ワラキアのコブザ）と混同されるべきではない。コボズは通常、ヴァイオリンやフルート伴奏に使用される。
コブザはバンドゥーラと異なり、コードをフレットボード上で左手の指で弦を押さえて演奏し、リュートに似た技法を用いる。プリストルンカ（短い弦）は主に装飾音や間奏に使用される。ボーカルパートは楽器でほとんど重複せず、トレモロによるハーモニックペダルの背景で装飾的に彩られる。コブザは特に後期「コサック」サイクルのドゥーマ（叙事曲）の演奏に伝統的に使用され、半音階調弦（「哀愁の追加」）と幅広い演奏技術が特徴である。
コブザとバンドゥーラの起源については、進化説、用語説、「急激な変化」説、流入説の4つの仮説があるが、進化説（リュートがプリストルンカを追加して発展）が最も有力とされる。他の説（オレクサンドル・ファミンツィンやムィコーラ・ルィセンコなど）は現代の民族楽器学では可能性が低いとされる。
ホルンボステル＝ザックス分類：321.32-5

## 歴史

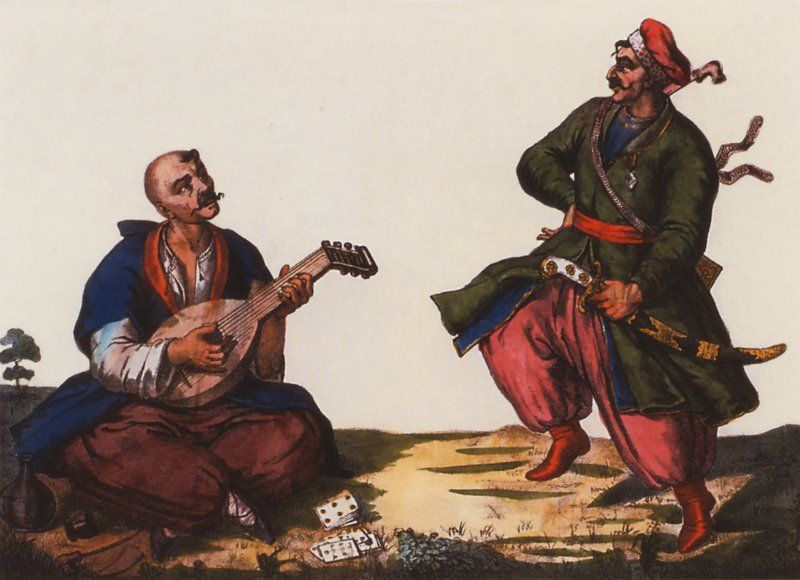
18世紀のコブザを持つコサック

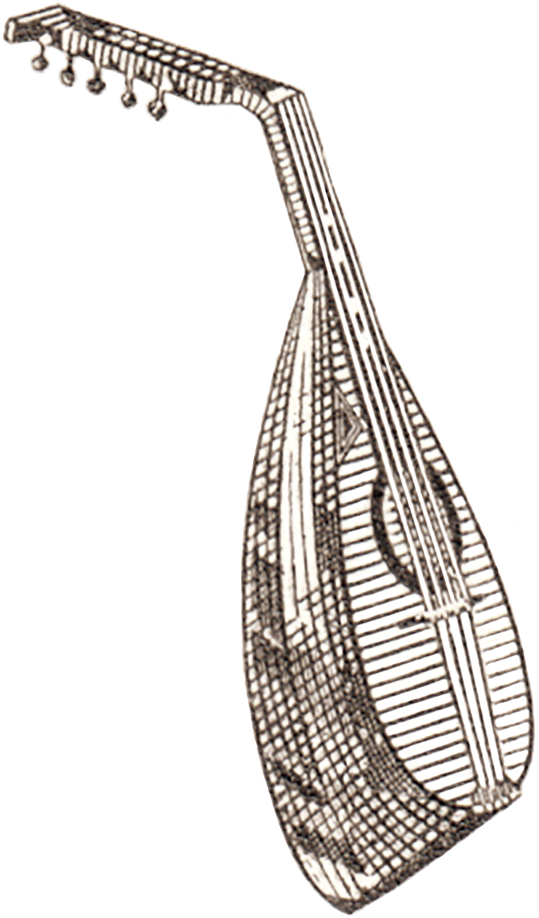
ワラキアのコブザ（コボズ）

ウクライナにおける「コブザ」の名称は、13世紀の文献で民俗撥弦楽器として記録されている。
17～19世紀のイコノグラフィ（コサック・ママーイの民衆画など）は、コブザを思わせる撥弦楽器を描くが、版画の複製性質上、正確性は保証されない。
コブザは15～16世紀のウクライナに存在し、マンドーラに似たリュート型楽器だった。文献では「ラテン風のバンドゥーラ」と呼ばれることもあった。その後、リュート型のコブザは廃れ、トルバンや旧式バンドゥーラといった改良型ハイブリッド楽器に取って代わられた。これらの楽器の構造的違いを明確に区別するのは難しい。
コブザはウクライナ・コサックの間で広く普及し、旅芸人のコブザールが歴史的・抒情的・日常的な歌、ドゥーマ、詩篇などを演奏した。コブザールはしばしば盲目のプロの音楽家で、市場や教会前、家庭を巡り演奏した。
15世紀にはポーランド王宮で、18～19世紀にはロシア帝国宮廷でコブザを演奏する宮廷音楽家が存在した。著名な宮廷コブザールにはティモフィー・ビロフラーツィクィー、ニジェヴィチ、リュビストーク、ロズーム（18世紀）がいる。19世紀の東ウクライナでは、アンドリー・シュトやオスタプ・ヴェレサイなどの旅芸人コブザールが知られる。
1584年のポーランドの記録（バルトシュ・パプロツキ）は、コサックが「コブザを演奏し歌う」と記述し、早期の証拠となる。17世紀には「コベズニク」（kobeznik）と呼ばれることもあった。

### オスタプ・ヴェレサイのコブザ

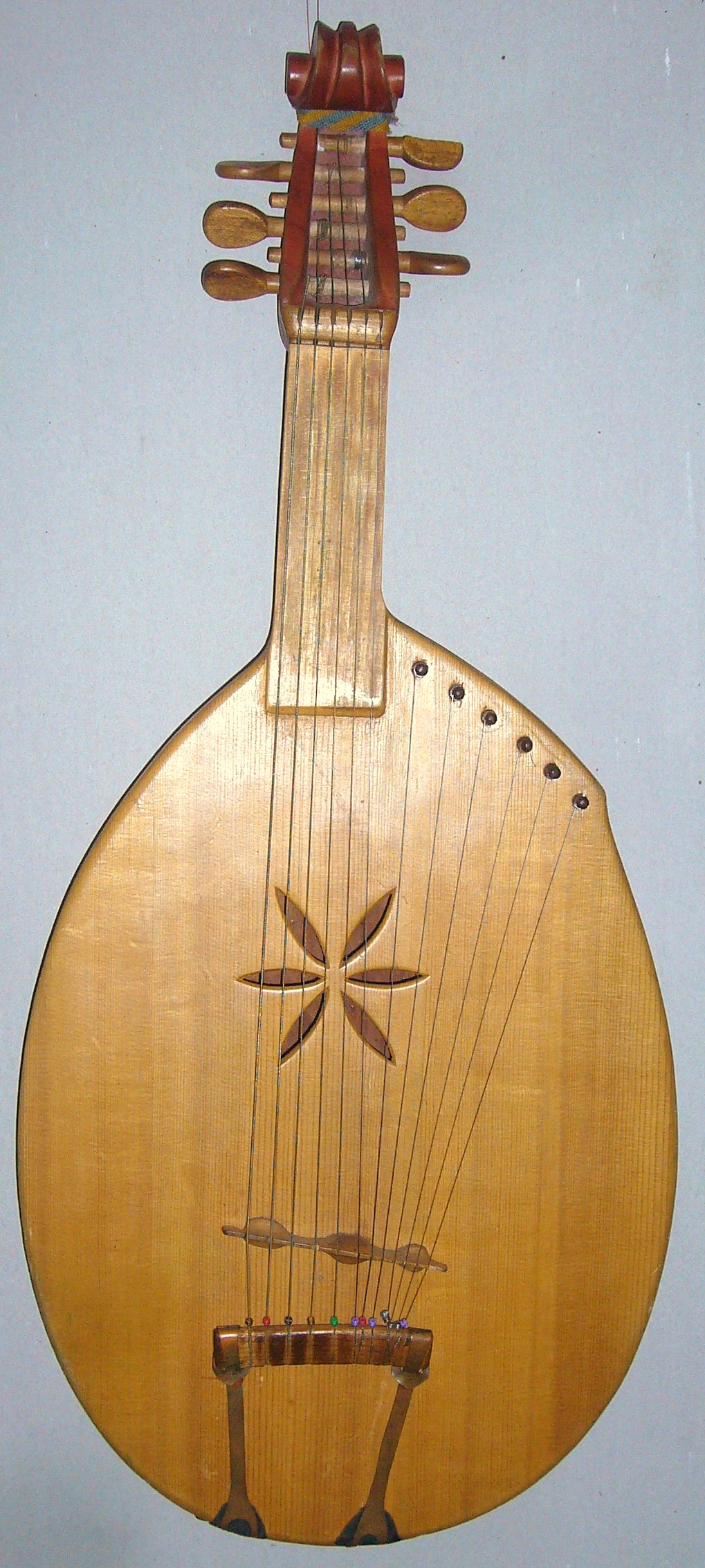
オスタプ・ヴェレサイのコブザ、M.ブドヌィク作、1994年

ムィコーラ・ルィセンコはオスタプ・ヴェレサイの楽器をバンドゥーラと記述したが、短い「プリストルンカ」の存在がコブザとの分類を混乱させた。ルィセンコは「左手の指でグリフの長い弦を押さえ、短い弦は押さえない」と記し、これを「コブザの名残」とみなした。
1978年、キエフ音楽院のヤ・プハルスキーは、ヴェレサイの楽器の6本のグリフ弦がバンドゥーラの低音弦ではなく独立した機能を持つと指摘し、プリストルンカよりも優れた演奏性能を示した。楽器製作者ムィコーラ・ブドヌィクと演奏者ヴォロドゥィムィル・クシュペトは、ヴェレサイの楽器を「ヴェレサイのコブザ」と再定義し、リュート型のバンドゥーラとして再評価した。

### フレット付きコブザ

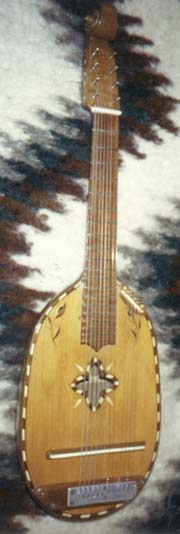
パウロー・コノプレンコ＝ザポロジェツのフレット付きコブザ、カナダ

フレット付きコブザの初期の記録は、1920年代のチェルニウツィーでのヴァスィーリ・イェメツの回想や、1902年にパウロー・コノプレンコ＝ザポロジェツが購入した楽器に遡る。

#### パウロー・コノプレンコ＝ザポロジェツのコブザ
カナダの演奏者パウロー・コノプレンコ＝ザポロジェツは、1902年にキエフでダヌィーロ・ボフダノヴィチ・ポタペンコからフレット付きコブザを購入した。このコブザの調弦はトルバンの中音弦を模倣し、グリフ上の8弦（B1, D2, G2, B2, D3, G3, B3, D4）と4つのプリストルンカ（C4, Eb4/E4, G4, C4）で構成される。プリストルンカは特殊な伴奏や曲の終結に使用された。

#### タラス・ジンチェンコのコブザ

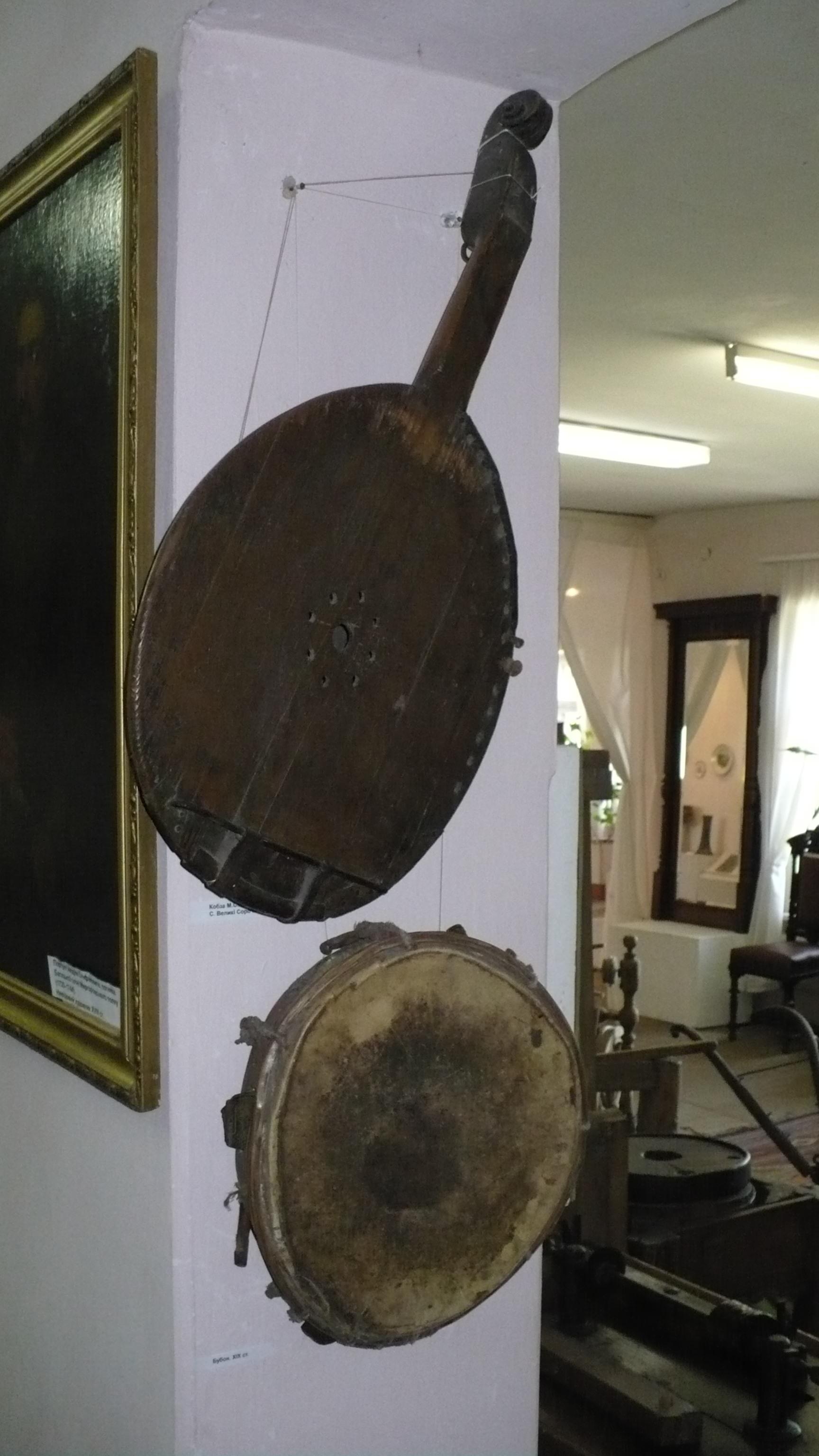
ムィルホロド地方博物館の展示にあるコブザとブボン

タラス・ジンチェンコの伴奏用コブザは、フナト・ホトケーヴィチによるとプリストルンカがなく、フレット付きだった:171。

#### オーケストラ用コブザ
1936年、キエフのドムラ製作者ムィコーラ・ルプィチはキエフ・バンドゥーリスト合奏団のためにフレット付きコブザ・バスを製作した。同様の楽器はグリゴリー・ヴェリョフカ記念ウクライナ国立民族合唱団の楽器グループでも使用された。
1970年代、ヴァスィーリ・ズリャクのメルヌィツャ＝ポジーリシカ音楽工房（テルノーピリ州ボルシチウ地区）で、5弦および6弦のフレット付きコブザが製作され、ウクライナ民俗楽器オーケストラに導入された。同時期、ウクライナ国立民俗楽器オーケストラでは、ムィコーラ・プロコペンコ作の4弦フレット付きドムラ・コブザ（五度調弦）が使用された。

#### 伴奏用コブザ
1970年代初頭、ソビエト・ウクライナの自称コブザールによる吟遊詩人が、6～7弦のギター調弦の伴奏用コブザを使用した。ムィコーラ・プロコペンコやペトロ・プルィストゥポフが7～12弦の伴奏用コブザを製作し、トルバンやバンドゥーラ風の「ソル」開放コード調弦を採用した。パウロー・コノプレンコ＝ザポロジェツもカナダで同様の8弦コブザ（プリストルンカ付き）を使用した。一方、6弦のギター調弦コブザは、ウクライナ風の外観を持つギターとみなされる。